# Liste des titres de duc dans la noblesse britannique
Cette page est une compilation de tous les titres de duc britanniques existants, éteints, dormants, suspendus, ou confisqués dans les pairies d'Angleterre, d'Écosse, de Grande-Bretagne, d'Irlande et du Royaume-Uni.
Voir aussi : Les mêmes compilations des titres de marquis et comte.

## Ducs dans la pairie d'Angleterre (1337-1707)
| Titre                   | Date de création  | Bénéficiaire            | Date d'extinction           | Notes |
| ----------------------- | ----------------- | ----------------------- | --------------------------- | --- |
| Cornouailles            | 9 février 1337    | Édouard de Woodstock    | existant                    | Porté par le fils aîné du monarque lorsqu'il est également héritier apparent au trône. Autre titre rattaché Prince de Galles et Duc de Rothesay (Pairie d’Écosse) |
| Lancastre               | 6 mars 1351       | Henry de Grosmont       | 13 mars 1361                | |
| Clarence                | 13 novembre 1362  | Lionel d'Anvers         | 17 octobre 1368             | |
| Lancastre               | 13 novembre 1362  | Jean de Gand            | 30 septembre 1399           | Fusionne avec la Couronne lorsque le 2e duc devient le roi Henri IV.                                                                                              |
| Cornouailles            | 20 novembre 1376  | Richard de Bordeaux     | 22 juin 1377                | Fusionne avec la Couronne lorsque le duc devient le roi Richard II.                                                                                               |
| York                    | 1385              | Edmond de Langley       | 1461                        | Confisqué de 1415 à 1425 et de 1459 à 1460. |
| Gloucester              | 1385              | Thomas de Woodstock     | 1397                        | Confisqué. |
| Irlande                 | 1386              | Robert de Vere          | 1388                        | Confisqué. |
| Hereford                | 29 septembre 1397 | Henri Bolingbroke       | 30 septembre 1399           | Fusionne avec la Couronne lorsque le duc devient le roi Henri IV.                                                                                                 |
| Albemarle               | 29 septembre 1397 | Édouard d'York          | 3 novembre 1399             | Également comte de Rutland depuis 1390 et duc d'York à partir de 1402.                                                                                            |
| Exeter                  | 29 septembre 1397 | Holland                 | déshérité du titre 1399     | |
| Surrey                  | 29 septembre 1397 | Holland                 | 1399                        | Confisqué. |
| Norfolk                 | 29 septembre 1397 | Mowbray                 | éteint 1476                 | titre non utilisé entre 1399 et 1425 |
| Lancastre               | 1399              | Henri de Monmouth       | rattaché à la couronne 1413 | aussi duc de Cornouailles |
| Clarence                | 2 juillet 1412    | Thomas de Lancastre     | 22 mars 1421                | |
| Duc de Bedford          | 1414              | Plantagenet             | éteint 1435                 | |
| Gloucester              | 1414              | Humphrey de Lancastre   | 1447                        | |
| Duc d'Exeter            | 1416              | Beaufort                | éteint 1426                 | |
| Duc de Somerset         | 1443              | Beaufort                | éteint 1444                 | |
| Duc d'Exeter            | 1444              | Holland                 | 1461                        | Confisqué. |
| Duc de Buckingham       | 1444              | Stafford                | 1521                        | Confisqué entre 1483 et 1485, puis en 1521. |
| Duc de Warwick          | 1445              | Beauchamp               | éteint 1446                 | |
| Duc de Somerset         | 1448              | Beaufort                | 1464                        | Confisqué entre 1461 et 1463, puis en 1464. |
| Duc de Suffolk          | 1448              | de la Pole              | rendu 1493                  | aussi confisqué 1450-1463 |
| Cornouailles            | 31 octobre 1460   | Richard d'York          | 30 décembre 1460            | |
| Clarence                | juin 1461         | Georges Plantagenêt     | 18 février 1478             | Confisqué. |
| Gloucester              | 1461              | Richard Plantagenêt     | 1483                        | Fusionne avec la Couronne lorsque le duc devient le roi Richard III.                                                                                              |
| Duc de Bedford          | 1470              | Nevill                  | déshérité du titre 1478     | |
| York                    | 1473              | Richard de Shrewsbury   | 1483                        | |
| Duc de Norfolk          | 1477              | Plantagenet             | éteint 1483                 | |
| Duc de Norfolk          | 1483              | Howard, Fitzalan-Howard | existant                    | titre confisqué 1485-1514, 1547-1553, 1572-1660 |
| Duc de Bedford          | 1485              | Tudor                   | éteint 1495                 | |
| York                    | 1491              | Henri Tudor             | 1509                        | Également duc de Cornouailles à partir de 1502. Fusionne avec la Couronne lorsque le duc devient le roi Henri VIII.                                               |
| Duc de Suffolk          | 1514              | Brandon                 | éteint 1551                 | |
| Richmond et Somerset    | 1525              | Fitzroy                 | éteint 1536                 | |
| Duc de Somerset         | 1547              | Seymour                 | existant                    | confisqué 1552-1660 |
| Duc de Northumberland   | 1551              | Dudley                  | confisqué 1553              | |
| Duc de Suffolk          | 1551              | Grey                    | confisqué 1554              | |
| York                    | 1605              | Charles Stuart          | 1625                        | Également duc d'Albany dans la pairie d'Écosse, et duc de Cornouailles à partir de 1612.                                                                          |
| Duc de Richmond         | 1623              | Stuart                  | éteint 1624                 | |
| Duc de Buckingham       | 1623              | Villiers                | éteint 1687                 | |
| Duc de Richmond         | 1641              | Stuart                  | éteint 1672                 | |
| Duc de Cumberland       | 1644              | Wittelsbach             | éteint 1682                 | |
| York                    | 1644              | Jacques Stuart          | 1685                        | Fusionne avec la Couronne lorsque le duc devient le roi Jacques II.                                                                                               |
| Gloucester              | 1659              | Henry Stuart            | 1660                        | |
| Duc d'Albemarle         | 1660              | Monck                   | éteint 1688                 | |
| Duc de Monmouth         | 1663              | Scott                   | confisqué 1685              | |
| Duc de Cambridge        | 1664              | Stewart                 | éteint 1667                 | |
| Newcastle-upon-Tyne     | 1665              | Cavendish               | éteint 1691                 | |
| Duc de Cambridge        | 1667              | Stewart                 | éteint 1671                 | |
| Duc de Cleveland        | 1670              | Villiers, Fitzroy       | éteint 1774                 | aussi duc de Southampton depuis 1709 |
| Portsmouth              | 1673              | Penancoët de Kérouaille | éteint 1734                 | |
| Duc de Richmond         | 1675              | Lennox                  | existant                    | aussi duc de Gordon au Royaume-Uni depuis 1876 et duc de Lennox en Écosse                                                                                         |
| Duc de Southampton (en) | 1675              | Fitzroy                 | éteint 1774                 | aussi duc de Cleveland depuis 1709 |
| Duc de Grafton          | 1675              | Fitzroy                 | existant                    | |
| Duc d'Ormonde           | 1682              | Butler                  | confisqué 1715              | aussi duc d'Ormonde en Irlande |
| Duc de Beaufort         | 1682              | Somerset                | existant                    | |
| Duc de Northumberland   | 1683              | Fitzroy                 | éteint 1716                 | |
| Duc de St Albans        | 1684              | Beauclerk               | existant                    | |
| Duc de Berwick (en)     | 1687              | Fitzjames               | confisqué 1695              | |
| Duc de Cumberland       | 1689              | Oldenburg               | éteint 1708                 | |
| Duc de Bolton           | 1689              | Paulet                  | éteint 1794                 | |
| Duc de Schomberg (en)   | 1689              | Schomberg               | éteint 1719                 | aussi duc de Leinster en Irlande depuis 1691 |
| Shrewsbury              | 1694              | Talbot                  | éteint 1718                 | |
| Leeds                   | 1694              | Osborne                 | éteint 1964                 | |
| Bedford                 | 1694              | Russell                 | existant                    | |
| Devonshire              | 1694              | Cavendish               | existant                    | |
| Newcastle-upon-Tyne     | 1694              | Holles                  | éteint 1711                 | |
| Marlborough             | 14 décembre 1702  | John Churchill          | existant                    | |
| Buckingham et Normanby  | 23 mars 1703      | John Sheffield          | 30 octobre 1735             | |
| Rutland                 | 29 mars 1703      | John Manners            | existant                    | |
| Montagu (en)            | 14 avril 1705     | Ralph Montagu           | 16 juillet 1749             | |
| Cambridge               | 9 novembre 1706   | George de Hanovre       | 11 juin 1727                | Également duc de Cornouailles à partir de 1714. Fusionne avec la Couronne lorsque le duc devient le roi George II.                                                |

## Ducs dans la pairie d'Écosse (1398-1707)
| Titre                 | Date de création  | Bénéficiaire       | Date d'extinction | Notes |
| --------------------- | ----------------- | ------------------ | ----------------- | --- |
| Rothesay              | 28 avril 1398     | David Stuart       | existant          | Porté par le fils aîné du monarque lorsqu'il est également héritier apparent au trône. Autre titre rattaché Prince de Galles et Duc de Cornouailles (Pairie d'Angleterre)   |
| Albany                | 28 avril 1398     | Robert Stuart      | 24 mai 1425       | Confisqué. |
| Albany                | avant 1458        | Alexandre Stuart   | 2 juin 1536       | Confisqué de 1479 à 1482 et de 1483 à 1514. |
| Ross                  | 29 janvier 1488   | Jacques Stuart     | janvier 1504      | |
| Montrose              | 1488              | David Lindsay      | 1495              | Confisqué en 1488, rendu (mais seulement à vie) en 1489. |
| Ross                  | 1514              | Alexandre Stuart   | 18 décembre 1515  | |
| Albany                | 1541              | Arthur Stuart      | 1541              | |
| Albany                | 20 juillet 1565   | Henry Stuart       | 24 juillet 1567   | Fusionne avec la Couronne lorsque le 2e duc devient le roi Jacques VI. |
| Orcades (en)          | 12 mai 1567       | James Hepburn      | 29 décembre 1567  | Confisqué. |
| Lennox                | 5 août 1581       | Esmé Stuart        | 12 décembre 1672  | Également duc de Richmond dans la pairie d'Angleterre de 1623 à 1624 et à partir de 1641.                                                                                   |
| Albany                | 23 décembre 1600  | Stewart            | 27 mars 1625      | Également duc d'York dans la pairie d'Angleterre à partir de 1605 et duc de Rothesay à partir de 1612. Fusionne avec la Couronne lorsque le duc devient le roi Charles Ier. |
| Kintyre et Lorne (en) | 2 mai 1602        | Robert Stuart (en) | 27 mai 1602       | |
| Hamilton              | 12 avril 1643     | James Hamilton     | existant          | Également duc de Brandon dans la pairie de Grande-Bretagne depuis 1711. |
| Hamilton              | 20 septembre 1660 | William Douglas    | 18 avril 1694     | Titre à vie seulement, créé pour le mari de la duchesse de Hamilton. |
| Albany                | 31 décembre 1660  | Jacques Stuart     | 6 février 1685    | Fusionne avec la Couronne lorsque le duc devient le roi Jacques VII. |
| Buccleuch             | 20 avril 1663     | James Scott        | 15 juillet 1685   | Également duc de Monmouth dans la pairie d'Angleterre. Confisqué. |
| Buccleuch             | 20 avril 1663     | Anne Scott         | existant          | Également duc de Queensberry (en) depuis 1810. |
| Lauderdale (en)       | 1er mai 1672      | John Maitland      | 24 août 1682      | |
| Lennox                | 9 septembre 1675  | Charles Lennox     | existant          | Également duc de Richmond dans la pairie d'Angleterre, et duc de Gordon (en) dans la pairie du Royaume-Uni depuis 1876.                                                     |
| Rothes (en)           | 29 mai 1680       | John Leslie        | 27 juillet 1681   | |
| Gordon (en)           | 3 novembre 1684   | George Gordon      | 28 mai 1836       | |
| Queensberry (en)      | 3 novembre 1684   | William Douglas    | existant          | Également duc de Douvres (en) dans la pairie de Grande-Bretagne de 1708 à 1778 et duc de Buccleuch depuis 1810.                                                             |
| Argyll                | 23 juin 1701      | Archibald Campbell | existant          | Également duc de Greenwich dans la pairie de Grande-Bretagne de 1718 à 1743 et duc d'Argyll dans la pairie du Royaume-Uni depuis 1892.                                      |
| Douglas               | 10 avril 1703     | William Douglas    | 21 juillet 1761   | Créé pour le marquis de Douglas. |
| Atholl                | 30 juin 1703      | John Murray        | existant          | |
| Montrose              | 24 avril 1707     | James Graham       | existant          | |
| Roxburghe (en)        | 25 avril 1707     | John Ker           | existant          | |

## Ducs dans la pairie de Grande-Bretagne (1707-1801)
| Titre                     | Date de création  | Bénéficiaire                 | Date d'extinction | Notes |
| ------------------------- | ----------------- | ---------------------------- | ----------------- | --- |
| Douvres (en)              | 26 mai 1708       | James Douglas                | 22 octobre 1778   | Également duc de Queensberry (en) dans la pairie d'Écosse.                                                           |
| Kent                      | 28 avril 1710     | Henry Grey                   | 5 juin 1740       | |
| Brandon                   | 10 septembre 1711 | James Hamilton               | existant          | Également duc de Hamilton dans la pairie d'Écosse.                                                                   |
| Ancaster et Kesteven (en) | 26 juillet 1715   | Robert Bertie                | 8 février 1809    | |
| Kingston-upon-Hull (en)   | 10 août 1715      | Evelyn Pierrepont            | 23 septembre 1773 | |
| Newcastle-upon-Tyne       | 11 août 1715      | Thomas Pelham-Holles         | 17 novembre 1768  | Également duc de Newcastle-under-Lyme à partir de 1757.                                                              |
| York et Albany            | 5 juillet 1716    | Ernest Augustus              | 14 août 1728      | |
| Portland (en)             | 6 juillet 1716    | Henry Bentinck               | 30 juillet 1990   | |
| Wharton                   | 28 janvier 1718   | Philip Wharton               | 31 mai 1731       | |
| Kendal                    | 19 mars 1719      | Mélusine von der Schulenburg | 10 mai 1743       | Également duchesse de Munster dans la pairie d'Irlande, titre à vie seulement.                                       |
| Greenwich                 | 27 avril 1719     | John Campbell                | 4 octobre 1743    | Également duc d'Argyll dans la pairie d'Écosse.                                                                      |
| Manchester (en)           | 28 avril 1719     | Charles Montagu              | existant          | |
| Chandos (en)              | 29 avril 1719     | James Brydges                | 29 septembre 1789 | |
| Dorset                    | 17 juin 1720      | Lionel Cranfield Sackville   | 29 juillet 1843   | |
| Bridgewater               | 18 juin 1720      | Scroop Egerton               | 8 mars 1803       | |
| Édimbourg                 | 26 juillet 1726   | Frederick Augustus           | 25 octobre 1760   | Également duc de Cornouailles de 1727 à 1751. Fusionne avec la Couronne lorsque le 2e duc devient le roi George III. |
| Cumberland                | 27 juillet 1726   | William Augustus             | 31 octobre 1765   | |
| Newcastle-under-Lyme      | 17 novembre 1756  | Thomas Pelham-Holles         | 25 décembre 1988  | Également duc de Newcastle-upon-Tyne jusqu'en 1768.                                                                  |
| York et Albany            | 1er avril 1760    | Edward Augustus              | 17 septembre 1767 | |
| Gloucester et Édimbourg   | 19 novembre 1764  | William Henry                | 30 novembre 1834  | |
| Northumberland            | 22 octobre 1766   | Hugh Percy                   | existant          | |
| Montagu (en)              | 5 novembre 1766   | George Montagu               | 23 mai 1790       | |
| Cumberland et Strathearn  | 22 octobre 1766   | Henry                        | 18 septembre 1790 | |
| York et Albany            | 29 novembre 1784  | Frederick Augustus           | 5 janvier 1827    | |
| Clarence et St Andrews    | 20 mai 1789       | William Henry                | 26 juin 1830      | Fusionne avec la Couronne lorsque le duc devient le roi Guillaume IV.                                                |
| Kent et Strathearn        | 24 avril 1799     | Edward Augustus              | 23 janvier 1820   | |
| Cumberland et Teviotdale  | 24 avril 1799     | Ernest Augustus              | 28 mars 1919      | Titre révoqué en vertu du Titles Deprivation Act 1917.                                                               |

## Ducs dans la pairie d'Irlande (1661-1868)
| Titre    | Date de création | Bénéficiaire                 | Date d'extinction | Notes                                                                                  |
| -------- | ---------------- | ---------------------------- | ----------------- | -------------------------------------------------------------------------------------- |
| Ormonde  | 30 mars 1661     | James Butler                 | 17 décembre 1758  | Également duc d'Ormonde dans la pairie d'Angleterre jusqu'en 1715.                     |
| Leinster | 3 mars 1691      | Ménard de Schomberg          | 16 juillet 1719   | Également duc de Schomberg dans la pairie d'Angleterre.                                |
| Munster  | 18 juillet 1716  | Mélusine von der Schulenburg | 10 mai 1743       | Également duchesse de Kendal dans la pairie de Grande-Bretagne, titre à vie seulement. |
| Leinster | 26 novembre 1766 | James FitzGerald             | existant          |                                                                                        |
| Abercorn | 10 août 1868     | James Hamilton               | existant          |                                                                                        |

## Ducs dans la pairie du Royaume-Uni (à partir de 1801)
| Titre                        | Date de création | Bénéficiaire                                    | Date d'extinction | Notes |
| ---------------------------- | ---------------- | ----------------------------------------------- | ----------------- | --- |
| Sussex                       | 27 novembre 1801 | Augustus Frederick de Sussex                    | 21 avril 1843     | recrée le 19 mai 2018 Pour le Prince Henry de Galles dit Harry lors de son mariage avec Meghan Markle             |
| Cambridge                    | 27 novembre 1801 | Adolphe de Cambridge                            | 17 mars 1904      | recréé le 29 avril 2011 Pour le Prince William lors de son mariage avec Catherine Middleton                       |
| Wellington                   | 11 mai 1814      | Arthur Wellesley                                | existant          | |
| Buckingham et Chandos        | 4 février 1822   | Richard Temple-Nugent-Brydges-Chandos-Grenville | 26 mars 1889      | |
| Sutherland (en)              | 28 janvier 1833  | George Leveson-Gower                            | existant          | |
| Cleveland                    | 29 janvier 1833  | William Vane                                    | 21 août 1891      | |
| Inverness                    | 10 avril 1840    | Cecilia Underwood                               | 1er août 1873     | Titre à vie seulement, créé pour la femme du duc de Sussex.                                                       |
| Édimbourg                    | 24 mai 1866      | Alfred de Saxe-Cobourg et Gotha                 | 30 juillet 1900   | |
| Westminster                  | 27 février 1874  | Hugh Grosvenor                                  | existant          | |
| Connaught et Strathearn (en) | 24 mai 1874      | Arthur de Connaught et Strathearn               | 26 avril 1943     | |
| Gordon (en)                  | 13 janvier 1876  | Charles Gordon-Lennox                           | existant          | Également duc de Richmond dans la pairie d'Angleterre et duc de Lennox dans la pairie d'Écosse.                   |
| Albany                       | 24 mai 1881      | Leopold d'Albany                                | 28 mars 1919      | Le duc Charles-Édouard est déchu en vertu du Titles Deprivation Act 1917.                                         |
| Fife                         | 29 juillet 1889  | Alexander Duff                                  | 29 janvier 1912   | |
| Clarence et Avondale         | 24 mai 1890      | Albert Victor de Clarence                       | 14 janvier 1892   | |
| Argyll                       | 7 avril 1892     | George Campbell                                 | existant          | Également duc d'Argyll dans la pairie d'Écosse.                                                                   |
| York                         | 24 mai 1892      | George d'York                                   | 6 mai 1910        | Également duc de Cornouailles à partir de 1901. Fusionne avec la Couronne lorsque le duc devient le roi George V. |
| Fife                         | 24 avril 1900    | Alexander Duff                                  | existant          | Le titre est recréé pour le même bénéficiaire pour permettre à l'aînée de ses filles d'en hériter.                |
| York                         | 5 juin 1920      | Albert d'York                                   | 11 décembre 1936  | Fusionne avec la Couronne lorsque le duc devient le roi George VI.                                                |
| Gloucester                   | 31 mars 1928     | Henry de Gloucester                             | existant          | |
| Kent                         | 12 octobre 1934  | George de Kent                                  | existant          | |
| Windsor                      | 8 mars 1937      | Édouard VIII                                    | 28 mai 1972       | |
| Édimbourg                    | 20 novembre 1947 | Philip Mountbatten                              | 8 septembre 2022  | Fusionne avec la Couronne lorsque Charles, prince de Galles, devient le roi Charles III.                          |
| York                         | 23 juillet 1986  | Andrew d'York                                   | existant          | |
| Cambridge                    | 29 avril 2011    | William de Cambridge                            | existant          | |
| Sussex                       | 19 mai 2018      | Henry de Sussex                                 | existant          | |
| Édimbourg                    | 10 mars 2023     | Edward d'Édimbourg                              | existant          | |

## Sources
1. ↑  (en) Emma.Goodey, « The King confers The Dukedom of Edinburgh upon The Prince Edward », sur The Royal Family, 9 mars 2023 (consulté le 18 janvier 2024)

- (en) Cet article est partiellement ou en totalité issu de l’article de Wikipédia en anglais intitulé « List of dukedoms in the peerages of Britain and Ireland » (voir la liste des auteurs).